# Cristina Navarro Campos
Cristina Navarro Campos (València, 1979) és una entomòloga valenciana.
Va estudiar tant enginyeria agrícola com ciències ambientals, convertint-se en doctora en entomologia amb una investigació sobre com les formigues poden prevenir algunes plagues dels cítrics.
Es va traslladar a Sud-àfrica i Bèlgica abans de traslladar-se a València, on investiga sobre les plagues. Ha estat investigant les plagues a les plantacions de xufa.